# Fudbalski Klub Makedonija Gjorče Petrov 1932
Il Fudbalski Klub Makedonija Gjorče Petrov 1932 (in macedone Фудбалски клуб Македонија Ѓорче Петров 1932?), noto come Makedonija Gjorče Petrov, è una società calcistica macedone con sede nella città di Gorče Petrov, presso Skopje. Milita nella Vtora liga, la seconda divisione del campionato macedone di calcio.
Ha vinto un campionato macedone e una Coppa della Macedonia del Nord.
Disputa le sue partite casalinghe allo stadio Gjorče Petrov, che ha 3 000 posti a sedere. I colori sociali sono il giallo e il rosso.

## Storia
Fondato nel 1932 come H.A.S.K., il club ha assunto negli anni le denominazioni di Pagna, Rudar, Industrijalec e Jugokokta, per poi prendere il nome attuale nella stagione 1989-1990 per commemorare Gjorče Petrov, un rivoluzionario considerato figura chiave del movimento nazionale macedone.
Il Makedonija entrò nella Prva liga, la massima serie del campionato macedone, quando essa fu costituita, nel 1992, data d'indipendenza della Macedonia dalla Jugoslavia. La squadra retrocesse nella Vtora liga, la seconda divisione nazionale, al termine della stagione 1993-1994. Dopo una sola stagione in seconda divisione, fece ritorno in Prva liga.
Nella stagione 1997-1998 chiuse terza e si qualificò per la prima volta alla Coppa Intertoto, dove superò al primo turno gli sloveni dell'Olimpia Lubiana, ma fu eliminata al secondo turno dai francesi del Bastia.
Nella stagione 2001-2002 retrocesse di nuovo e rimase poi per tre anni in seconda serie. Al termine della stagione 2004-2005 tornò in Prva Liga grazie al terzo posto in classifica, mentre nell'annata 2005-2006 chiuse al secondo posto in massima divisione e colse il primo successo aggiudicandosi la Coppa di Macedonia. Nel 2006-2007 giocò in Coppa UEFA, dove fu eliminata dal Lokomotiv Sofia. Nel 2008-2009 perse la finale di Coppa di Macedonia, ma vinse per la prima volta il campionato, con sei punti di vantaggio sul Milano Kumanovo, qualificandosi così ai preliminari di UEFA Champions League.
Non essendosi presentata in campo per più di due partite consecutive, nel 2009-2010 la squadra fu declassata in seconda serie per aver boicottato il campionato di Prva liga insieme ad altre due compagini, cui toccò la stessa condanna. Tornò a giocare solo nella stagione 2011-2012, in Vtora liga, dove chiuse al quarto posto. Nel 2012-2013 ottenne la promozione in massima serie vincendo la Vtora liga , ma l'anno dopo vi fu una nuova retrocessione a causa del decimo posto in Prva liga. Il ritorno in massima serie fu ottenuto al termine del campionato 2015-2016 di Vtora liga, ma il club retrocesse dalla massima serie alla fine della stagione 2016-2017, piazzandosi decimo. Chiuso il campionato di seconda divisione 2017-2018 al primo posto, fu promosso nuovamente in massima serie, dove chiuse quinto l'anno dopo, perdendo nello stesso anno la finale della coppa nazionale.

## Organico

### Rosa 2020-2021
| N. |                               | Ruolo | Calciatore           |
| -- | ----------------------------- | ----- | -------------------- |
| 1  | Macedonia del Nord (bandiera) | P     | Hristijan Stevkovski |
| 2  | Macedonia del Nord (bandiera) | C     | Benjamin Demir       |
| 3  | Macedonia del Nord (bandiera) | D     | Tome Kitanovski      |
| 4  | Macedonia del Nord (bandiera) | D     | Filip Mishevski      |
| 5  | Macedonia del Nord (bandiera) | D     | David Atanaskoski    |
| 6  | Macedonia del Nord (bandiera) | D     | Esmin Lichina        |
| 7  | Macedonia del Nord (bandiera) | C     | Bobi Božinovski      |
| 8  | Ghana (bandiera)              | A     | Basit Abdul Khalid   |
| 9  | Macedonia del Nord (bandiera) | C     | Ermedin Adem         |
| 10 | Macedonia del Nord (bandiera) | C     | Kristijan Filipovski |

| N. |                               | Ruolo | Calciatore       |
| -- | ----------------------------- | ----- | ---------------- |
| 11 | Brasile (bandiera)            | A     | Anderson Barbosa |
| 13 | Macedonia del Nord (bandiera) | D     | Matej Nikolov    |
| 14 | Macedonia del Nord (bandiera) | C     | Filip Petrov     |
| 16 | Bulgaria (bandiera)           | D     | Martin Kovačev   |
| 18 | Macedonia del Nord (bandiera) | C     | Mario Nastevski  |
| 19 | Macedonia del Nord (bandiera) | C     | Arbi Vosha       |
| 20 | Brasile (bandiera)            | D     | Fernando Augusto |
| 22 | Macedonia del Nord (bandiera) | C     | Sefer Emini      |
| 24 | Macedonia del Nord (bandiera) | D     | Denis Stoshikj   |
| 25 | Macedonia del Nord (bandiera) | P     | Damjan Serafimov |

### Rosa 2013-2014
| N. |                               | Ruolo | Calciatore          |
| -- | ----------------------------- | ----- | ------------------- |
| 1  | Macedonia del Nord (bandiera) | P     | Igor Aleksovski     |
| 12 | Macedonia del Nord (bandiera) | P     | Stefan Kopcarevski  |
| 22 | Macedonia del Nord (bandiera) | P     | Jordan Georgievski  |
| 2  | Macedonia del Nord (bandiera) | D     | Vasko Božinovski    |
| 3  | Macedonia del Nord (bandiera) | D     | Goran Sekulovski    |
| 4  | Macedonia del Nord (bandiera) | D     | Renato Momirovski   |
| 13 | Macedonia del Nord (bandiera) | D     | Blagoja Galović     |
| 15 | Macedonia del Nord (bandiera) | D     | Emir Adem           |
| 21 | Macedonia del Nord (bandiera) | D     | Denis Ramadan       |
| 23 | Macedonia del Nord (bandiera) | D     | Leon Najdovski      |
| 26 | Macedonia del Nord (bandiera) | D     | Borce Koljakoski    |
|    | Macedonia del Nord (bandiera) | D     | Darko Ilovski       |
|    | Macedonia del Nord (bandiera) | D     | Nikola Nikancevski  |
|    | Macedonia del Nord (bandiera) | D     | Naum Veljanoski     |
| 5  | Macedonia del Nord (bandiera) | C     | Blagojce Bozinovski |

| N. |                               | Ruolo | Calciatore          |
| -- | ----------------------------- | ----- | ------------------- |
| 6  | Macedonia del Nord (bandiera) | C     | Gorgi Manevski      |
| 8  | Macedonia del Nord (bandiera) | C     | Andrej Acevski      |
| 10 | Macedonia del Nord (bandiera) | C     | Ridvan Fuga         |
| 11 | Macedonia del Nord (bandiera) | C     | Daniel Nikolovski   |
| 14 | Macedonia del Nord (bandiera) | C     | Daniel Avramovski   |
| 17 | Macedonia del Nord (bandiera) | C     | Besmir Bojku        |
| 20 | Macedonia del Nord (bandiera) | C     | Ermedin Adem        |
|    | Macedonia del Nord (bandiera) | C     | Toni Gangarovski    |
|    | Macedonia del Nord (bandiera) | C     | Kiril Trajkovski    |
|    | Macedonia del Nord (bandiera) | C     | Nikola Tripunovski  |
|    | Macedonia del Nord (bandiera) | C     | Petre Vasilevski    |
| 7  | Macedonia del Nord (bandiera) | A     | Kristijan Kostovski |
| 7  | Macedonia del Nord (bandiera) | A     | Filip Kolekeski     |
| 9  | Macedonia del Nord (bandiera) | A     | Boban Jančevski     |
| 18 | Macedonia del Nord (bandiera) | A     | Fahrudin Đurđević   |

## Rose delle stagioni precedenti
- 2008-2009

## Palmarès

### Competizioni nazionali
- Makedonska republička liga: 1

1990-1991
- Campionato macedone: 1

2008-2009
- Coppa di Macedonia: 3

2005-2006, 2021-2022, 2022-2023
- Vtora Liga: 2

2012-2013, 2017-2018

### Altri piazzamenti
- Campionato macedone:

Secondo posto: 2005-2006
Terzo posto: 1997-1998, 2006-2007
- Coppa di Macedonia:

Finalista: 2008-2009, 2018-2019
Semifinalista: 2007-2008, 2020-2021, 2023-2024
- Campionato bulgaro:

Secondo posto: 1942

## Statistiche e record

### Statistiche nelle competizioni UEFA
Tabella aggiornata alla stagione 2024-2025.
| Competizione                  | Partecipazioni | G | V | N | P | RF | RS |
| ----------------------------- | -------------- | - | - | - | - | -- | -- |
| UEFA Champions League         | 1              | 2 | 0 | 0 | 2 | 0  | 4  |
| Coppa UEFA/UEFA Europa League | 2              | 4 | 0 | 1 | 3 | 2  | 9  |
| UEFA Conference League        | 2              | 4 | 0 | 1 | 3 | 1  | 9  |
| Coppa Intertoto               | 2              | 8 | 3 | 1 | 4 | 8  | 18 |

### Risultati nelle competizioni UEFA
| Stagione | Competizione          | Turno          |                        | Squadra              | Punteggio |
| -------- | --------------------- | -------------- | ---------------------- | -------------------- | --------- |
| 1998     | Coppa Intertoto       | 1º turno       | Slovenia (bandiera)    | Olimpija Lubiana     | 4-2, 1-1  |
|          |                       | 2º turno       | Francia (bandiera)     | SC Bastia            | 1-0, 0-7  |
| 2006-07  | Coppa UEFA            | 1° preliminare | Bulgaria (bandiera)    | Lokomotiv Sofia      | 0-2, 1-1  |
| 2007     | Coppa Intertoto       | 1º turno       | Cipro (bandiera)       | Ethnikos Achnas      | 0-1, 2-0  |
|          |                       | 2º turno       | Bulgaria (bandiera)    | PFC Černo More Varna | 0-4, 0-3  |
| 2009-10  | UEFA Champions League | 2° preliminare | Bielorussia (bandiera) | BATĖ Borisov         | 0-2, 0-2  |